# Хортобађ (Хајду-Бихар)
Хортобађ (мађ. Hortobágy) је насељено место у Мађарској. Хортобађ је насеље у оквиру жупаније Хајду-Бихар.
Насеље Хортобађ лежи на обалама реке Хортобађ, коју у Хортобађу премошћује мост са девет лукова, један од главних споменика националног парка Хортобађ а да је вештачког порекла. Парк се углавном састоји од преосталих области мађарске пусте.

## Положај
Насеље Хортобађ се налази у центру истоименог региона, отприлике у средини региона Тисантул и Нађкуншаг, поред реке Хортобађ.
Месту такође припада и неколико приградских насеља, од којих су најзначајнија: Аркуш, Халасто, Коња, Кун Ђерђ-телеп, Мата и Састелек.
Насеља која се директно граниче су: Балмазујварош на североистоку и истоку, Нађхеђеш на југоистоку, Надудвар на југу, Нађиван на југозападу, Кочујфалу (засебно насеље Тисафиреда) и Еђек на западу и Тисачеге на северозападу. Његова јужна граница такође додирује ненасељено предграђе које припада Хајдусобослоу, али је само одмаралиште далеко од њега.

## Историја
Дрвени мост изграђен 1697. године и служио је као прелаз реке Хортобађ. Дрвени мост се налазио на месту данашњег моста моста са девет лукова. Хортобађи чарда је саграђена на северној страни мостобрана према Дебрецину у лето 1699. године, а град Дебрецин је такође поверио свом гостионичару наплату царине. На јужној страни је 1785. године изграђено склониште за кочије, а касније је од ње настала зграда данашњег Пастирског музеја. Између 1827. и 1833. године мост са девет лукова у Хортобађу изграђен је по нацртима Ференца Поволног и сматра се најдужим друмским каменим мостом у средњој Европи до сада. Железничка пруга кроз насеље отворена је 5. августа 1891. године, што је повећало интересовање за овај крај, посебно за пастирски збор и сајам мостова који се одржава у лето.
Подручје данашњег Хортобађа припадало је граници Дебрецина до 1952. године, када је припојено Балмазујварошу, да би коначно постало независна општина 1966. године.

## Становништво
У 2001. години 98,8% становништва насеља се изјаснило као Мађари, а 1,2% као Роми.
Током пописа 2011. године, 88,7% становника изјаснило се као Мађари, 1,5% као Немци, 0,5% као Роми и 0,2% као Словаци (11,1% се није изјаснило; због двојног идентитета укупан број може бити већи од 100%). Верска дистрибуција је била следећа: римокатолици 9,7%, реформисани 13,8%, гркокатолици 0,9%, лутерани 0,3%, неконфесионални 51,7% (22,8% није одговорило).
У 2022. години 92,4% становништва се изјаснило као Мађари, 0,5% као Немци, 0,2% као Словаци, 0,2% као Румуни, 0,2% као Пољаци, 0,1% као Словенци, 1,2% као друге, недомаћинске националности (7,4% се није изјаснило). Религијска дистрибуција је била следећа: 16,9% су били реформатори, 8,1% римокатолици, 1,7% гркокатолици, 0,2% остали хришћани, 0,3% остали католици, 1% лутерани, 48,2% неконфесионални (23,5% није одговорило).